# سیمین صفامهر
سیمین صفامهر (۲۴ خرداد ۱۳۲۶ – ۳ فروردین ۱۳۹۵) دوندهٔ سرعت اهل ایران بود. المپیک ۱۹۶۴، اولین المپیکی بود که زنان ایرانی توانستند در المپیک شرکت کنند. در این رقابت‌ها در رشته دو و میدانی، نازلی بیات ماکو در پرش ارتفاع، ژولیت گئورگیان در پرتاب دیسک و سیمین صفامهر در دوی ۱۰۰ متر و پرش طول شرکت کردند. در رشته ژیمناستیک هم جمیله سروری حضور داشت.  آن‌ها با سرپرستی خانم پارینه به توکیو رفتند. بیست و دوم مهر ۱۳۴۳ سیمین صفامهر در پرش طول شرکت کرد.
وی در المپیک تابستانی ۱۹۶۴ (توکیو) در دو ماده شرکت کرد:
1. دو ۱۰۰ متر زنان، با زمان ۱۳٫۲ ثانیه، در گروه دوم از دور اول، نفر هفتم شد و از مسابقات حذف گردید.[۴]
2. پرش طول زنان، با رکوردِ ۵٫۰۶ متر، در مرحلهٔ مقدماتی ۳۱اُم شد و حذف گردید.[۵]